# Rodolphe Julian

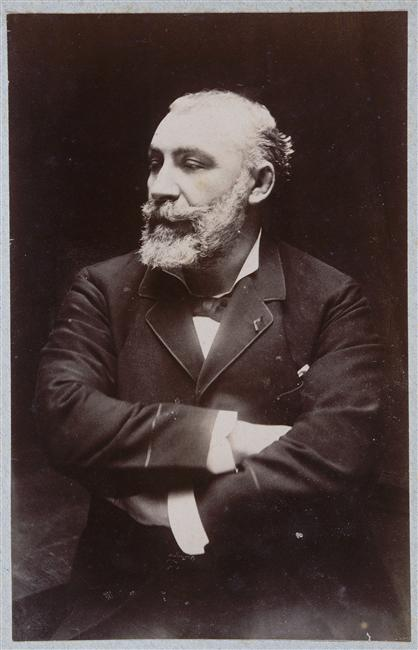
Rodolphe Julian, um 1890

Rodolphe Julian (* 13. Juni 1839 in Lapalud; †  2. Februar 1907 in Paris) war ein französischer Maler und Gründer der Académie Julian in Paris. Er war mit der Malerin Amélie Beaury-Saurel verheiratet und ist der Onkel der Schriftstellerin André Corthis (geborene Andrée Magdeleine Husson; 1882–1952).

## Biographie
Julian kam unehelich zur Welt, seine Mutter, Sophie Favier (1810–1889) heiratete erst 1847 Pierre Louis Julian (geb. 1800), genannt Julian der Ältere. Der Vater war Tabakkleinhändler und Angestellter in einer Buchhandlung in Marseille. Zeichnerisch begabt ging Julian nach Paris, wo er Schüler von Léon Cogniet, Professor an der École des Beaux-Arts, wurde, ohne dort eingeschrieben zu sein.
1863 stellte er erstmals im Salon aus. Auf Genrebilder und Porträts spezialisiert ist Julian ein typischer Vertreter der Salonmalerei. 1868 gründete er eine private Kunstakademie, die Académie Julian, die auch ausländischen Künstlern und Frauen in der Kunst, die kaum Zugang zur offiziellen Kunstakademie hatten, die Möglichkeit bot, unter Anleitung zu arbeiten.

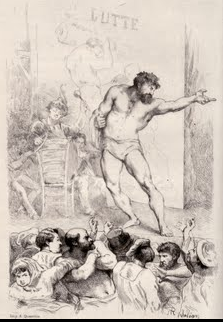
Buchillustration zu Ompdrailles – Le Tombeau des lutteurs von  Léon Cladel, 1879
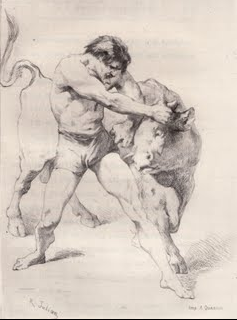
Ompdrailles – Le tombeau des lutteurs
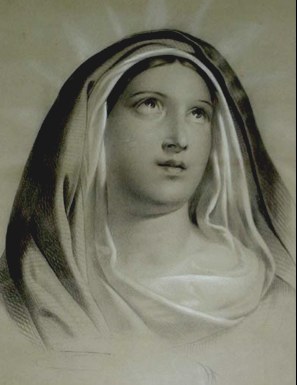
Madone, 1880